# Edmond Van Staceghem
Edmond Van Staceghem, né le 3 septembre 1885 à Forest et mort le 3 janvier 1939 à Auderghem, est un footballeur international belge actif au début du XXe siècle qui occupait le poste de milieu de terrain.

## Carrière
Edmond Van Staceghem joue au Racing Club de Bruxelles entre 1907 et 1909. Il quitte alors le club pour rejoindre le rival du Daring, où il joue au moins une saison. À la fin de celle-ci, il est appelé en équipe nationale belge pour disputer un match amical. On ignore s'il continue à jouer avec l'équipe première du club les saisons suivantes. Lorsque les compétitions reprennent en 1919, un an après la fin de la Première Guerre mondiale, il joue à Uccle Sport jusqu'en 1921.

## Statistiques
| Saison                | Club                  | Championnat           | Championnat | Championnat | Coupe(s) nationale(s) | Coupe(s) nationale(s) | Total | Total |
| Saison                | Club                  | Division              | M.          | B.          | M.                    | B.                    | M.    | B.    |
| 1907-1908             | Racing CB             | Division 1            | -           | -           | 0                     | 0                     | 0     | 0     |
| 1908-1909             | Racing CB             | Division 1            | -           | -           | 0                     | 0                     | 0     | 0     |
| 1909-1910             | Daring CB             | Division 1            | -           | -           | 0                     | 0                     | 0     | 0     |
| 1919-1920             | Uccle Sport           | Division 1            | -           | -           | 0                     | 0                     | 0     | 0     |
| 1920-1921             | Uccle Sport           | Division 1            | -           | -           | 0                     | 0                     | 0     | 0     |
| Total sur la carrière | Total sur la carrière | Total sur la carrière | 1           | -           | 0                     | 0                     | 1     | 0     |

## Carrière internationale
Edmond Van Staceghem compte une convocation et un match joué en équipe nationale belge. Celui-ci a lieu le 16 mai 1910 en Allemagne, la première confrontation entre les deux pays. Les « Diables Rouges » l'emportent 0-3, Van Staceghem signant le troisième but de son équipe à un quart d'heure de la fin du match
Le tableau ci-dessous reprend toutes les sélections de Edmond Van Staceghem. Le score de la Belgique est toujours indiqué en gras.
| Date       | Compétition  | Adversaire | Lieu      | Score | Remarque |
| ---------- | ------------ | ---------- | --------- | ----- | -------- |
| 16/05/1910 | Match amical | Allemagne  | Duisbourg | 0-3   | 75e      |